# Rothesay Classic 2024 - Doppio
Il doppio femminile del torneo di tennis professionistico Rothesay Classic 2024, facente parte della categoria WTA 250 nell'ambito dell'WTA Tour 2024, si gioca all' Edgbaston Priory Club di Birmingham, nel Regno Unito, dal 17 al 23 giugno 2024. Marta Kostjuk e Barbora Krejčíková erano le detentrici del titolo, ma Kostjuk ha scelto di non partecipare a questa edizione del torneo. Krejčíková ha fatto coppia con Diana Šnaider, ma sono state sconfitte nel primo turno da Anastasija Potapova e Julija Putinceva.
In finale Hsieh Su-wei e Elise Mertens hanno sconfitto Miyu Katō e Zhang Shuai con il punteggio di 6-1, 6-3.

## Teste di serie
1. Hsieh Su-wei /  Elise Mertens (Campionesse)
2. Gabriela Dabrowski /  Erin Routliffe (primo turno)

1. Marie Bouzková /  Sara Sorribes Tormo (semifinale)
2. Asia Muhammad /  Aldila Sutjiadi (semifinale)

## Wildcard
1. Alicia Barnett /  Freya Christie (primo turno)

1. Samantha Murray Sharan /  Eden Silva (quarti di finale)

## Tabellone

### Legenda
| - Q = Qualificato - WC = Wild card - LL = Lucky loser | - ALT = Alternate - SE = Special Exempt - PR = Protected Ranking | - w/o = Walkover - r = Ritirato - d = Squalificato |

|  | Primo turno | Primo turno                 | Primo turno                 | Primo turno | Primo turno |  |  | Quarti di finale | Quarti di finale            | Quarti di finale            | Quarti di finale      | Quarti di finale      |   |   | Semifinale | Semifinale                  | Semifinale                  | Semifinale            | Semifinale            |   |   | Finale | Finale | Finale | Finale | Finale |  |
|  |             |                             |                             |             |             |  |  |                  |                             |                             |                       |                       |   |   |            |                             |                             |                       |                       |   |   |        |        |        |        |        |  |
|  | 1           | S-w Hsieh E Mertens         | S-w Hsieh E Mertens         | 6           | 6           |  |  |                  |                             |                             |                       |                       |   |   |            |                             |                             |                       |                       |   |   |        |        |        |        |        |  |
|  | WC          | A Barnett F Christie        | A Barnett F Christie        | 1           | 1           |  |  | 1                | S-w Hsieh E Mertens         | S-w Hsieh E Mertens         | 6                     | 6                     |   |   |            |                             |                             |                       |                       |   |   |        |        |        |        |        |  |
|  |             | S Cirstea A Tomljanović     | S Cirstea A Tomljanović     | 4           | 1           |  |  | WC               | S Murray Sharan E Silva     | S Murray Sharan E Silva     | 0                     | 4                     |   |   |            |                             |                             |                       |                       |   |   |        |        |        |        |        |  |
|  | WC          | S Murray Sharan E Silva     | S Murray Sharan E Silva     | 6           | 6           |  |  |                  |                             |                             |                       |                       |   |   | 1          | S-w Hsieh E Mertens         | S-w Hsieh E Mertens         | 6                     | 6                     |   |   |        |        |        |        |        |  |
|  | 4           | A Muhammad A Sutjiadi       | 5                           | 6           | [10]        |  |  |                  |                             | 4                           | A Muhammad A Sutjiadi | A Muhammad A Sutjiadi | 1 | 2 |            |                             |                             |                       |                       |   |   |        |        |        |        |        |  |
|  |             | H Guo X Jiang               | 7                           | 4           | [3]         |  |  | 4                | A Muhammad A Sutjiadi       | 3                           | 6                     | [10]                  |   |   |            |                             |                             |                       |                       |   |   |        |        |        |        |        |  |
|  |             | T Mihalíková O Nicholls     | T Mihalíková O Nicholls     | 7           | 6           |  |  |                  | T Mihalíková O Nicholls     | 6                           | 3                     | [6]                   |   |   |            |                             |                             |                       |                       |   |   |        |        |        |        |        |  |
|  |             | O Kalašnikova J Sizikova    | O Kalašnikova J Sizikova    | 64          | 2           |  |  |                  |                             |                             |                       |                       |   |   | 1          | Hsieh Su-wei Elise Mertens  | Hsieh Su-wei Elise Mertens  | 6                     | 6                     |   |   |        |        |        |        |        |  |
|  |             | B Krejčíková D Šnajder      | 6                           | 1           | [7]         |  |  |                  |                             |                             |                       |                       |   |   |            |                             |                             | Miyu Katō Zhang Shuai | Miyu Katō Zhang Shuai | 1 | 3 |        |        |        |        |        |  |
|  |             | A Potapova J Putinceva      | 3                           | 6           | [10]        |  |  |                  | A Potapova J Putinceva      | A Potapova J Putinceva      | 2                     | 2                     |   |   |            |                             |                             |                       |                       |   |   |        |        |        |        |        |  |
|  |             | H Dart M Lumsden            | H Dart M Lumsden            | 5           | 5           |  |  | 3                | M Bouzková S Sorribes Tormo | M Bouzková S Sorribes Tormo | 6                     | 6                     |   |   |            |                             |                             |                       |                       |   |   |        |        |        |        |        |  |
|  | 3           | M Bouzková S Sorribes Tormo | M Bouzková S Sorribes Tormo | 7           | 7           |  |  |                  |                             |                             |                       |                       |   |   | 3          | M Bouzková S Sorribes Tormo | M Bouzková S Sorribes Tormo | 3                     | 2                     |   |   |        |        |        |        |        |  |
|  |             | M Katō S Zhang              | M Katō S Zhang              | 6           | 6           |  |  |                  |                             |                             | M Katō S Zhang        | M Katō S Zhang        | 6 | 6 |            |                             |                             |                       |                       |   |   |        |        |        |        |        |  |
|  |             | SB Grey T Moore             | SB Grey T Moore             | 2           | 3           |  |  |                  | M Katō S Zhang              | M Katō S Zhang              | M Katō S Zhang        | w/o                   |   |   |            |                             |                             |                       |                       |   |   |        |        |        |        |        |  |
|  |             | G Minnen H Watson           | G Minnen H Watson           | 6           | 6           |  |  |                  | G Minnen H Watson           | G Minnen H Watson           | G Minnen H Watson     |                       |   |   |            |                             |                             |                       |                       |   |   |        |        |        |        |        |  |
|  | 2           | G Dabrowski E Routliffe     | G Dabrowski E Routliffe     | 3           | 2           |  |  |                  |                             |                             |                       |                       |   |   |            |                             |                             |                       |                       |   |   |        |        |        |        |        |  |